# 아르틴 상호 법칙
유체론에서 아르틴 상호 법칙(Artin相互法則, 영어: Artin reciprocity law)은 이차 상호 법칙을 대역체의 임의의 유한 아벨 확대로 일반화하는 정리이다.

## 정의
{\displaystyle K}가 대수적 수체이며, {\displaystyle L/K}가 유한 아벨 확대라고 하자.
{\displaystyle K}의 정수환 {\displaystyle {\mathcal {O}}_{K}}의 소 아이디얼 {\displaystyle {\mathfrak {p}}\subset {\mathcal {O}}_{K}}에 대하여, 만약 {\displaystyle {\mathfrak {p}}}가 {\displaystyle L/K}에서 분기(영어: ramified)되지 않는 소수라면, 다음 조건을 만족시키는 유일한 프로베니우스 자기 동형 사상
{\displaystyle \left({\frac {L/K}{\mathfrak {p}}}\right)\in \operatorname {Gal} (L/K)}
가 존재한다. {\displaystyle {\mathfrak {p}}} 위의, {\displaystyle {\mathcal {O}}_{L}}의 모든 소 아이디얼 {\displaystyle {\mathfrak {P}}}에 대하여,
{\displaystyle \left({\frac {L/K}{\mathfrak {p}}}\right)({\mathfrak {P}})={\mathfrak {P}}}
{\displaystyle \left({\frac {L/K}{\mathfrak {p}}}\right)(\alpha )\equiv \alpha ^{N_{L/K}({\mathfrak {p}})}{\pmod {\mathfrak {P}}}}
{\displaystyle S}가 {\displaystyle L/K}에서 분기되는 모든 소 아이디얼들을 포함하는 유한 집합이라면, {\displaystyle S}에 대하여 서로소인 분수 아이디얼들의 아벨 군 {\displaystyle I_{K}^{S}}에서 갈루아 군 {\displaystyle \operatorname {Gal} (L/K)}으로 가는 다음과 같은 군 준동형이 존재하며, 이를 아르틴 사상(영어: Artin map)이라고 한다.
{\displaystyle \left({\frac {L/K}{\cdot }}\right)\colon I_{K}^{S}\to \operatorname {Gal} (L/K)}
{\displaystyle \prod _{i=1}^{m}{\mathfrak {p}}_{i}^{n_{i}}\mapsto \prod _{i=1}^{m}\left({\frac {L/K}{{\mathfrak {p}}_{i}}}\right)^{n_{i}}}
아르틴 상호 법칙은 아르틴 사상의 핵이 무엇인지를 제시한다. 구체적으로, 어떤 모듈러스 {\displaystyle {\mathfrak {c}}}에 대하여, 군 준동형
{\displaystyle I_{K}^{S}\to \operatorname {Gal} (L/K)}
의 핵은 다음과 같은 꼴이다.
{\displaystyle i(K_{{\mathfrak {m}},1})\operatorname {N} _{L/K}(I_{L}^{\mathfrak {m}})}
여기서 {\displaystyle K_{{\mathfrak {m}},1}}은 {\displaystyle {\mathfrak {m}}}에 대한 반직선이며, {\displaystyle \operatorname {N} _{L/K}}는 체 노름이다. 이러한 조건을 만족시키는 모듈러스를 {\displaystyle L/K}의 정의 모듈러스(영어: defining modulus)라고 하며, 정의 모듈러스 가운데 가장 작은 것을 {\displaystyle L/K}의 인도자(引導者, 영어: conductor)라고 한다.

## 예

### 이차 수체
이차 수체 {\displaystyle L=\mathbb {Q} [{\sqrt {m}}]}을 생각하자 ({\displaystyle m}은 제곱 인수가 없는 정수). 그렇다면 {\displaystyle K/\mathbb {Q} }에서 분기되는 소수들은 다음과 같다.
- 만약 {\displaystyle m\equiv 1{\pmod {4}}}인 경우, {\displaystyle p\mid m}인 소수 {\displaystyle p}. 이 경우, 판별식은 {\displaystyle \Delta =m}이다.
- 만약 {\displaystyle m\not \equiv 1{\pmod {4}}}인 경우, {\displaystyle p\mid m}인 홀수 소수 {\displaystyle p} 및 2. 이 경우, 판별식은 {\displaystyle \Delta =4m}이다.

이 경우, 갈루아 군은
{\displaystyle \operatorname {Gal} (\mathbb {Q} [{\sqrt {m}}]/\mathbb {Q} )=\{+1,-1\}}
이다. 이 경우, 아르틴 사상은 {\displaystyle m}의 인수가 아닌 소수에 대하여 정의된 르장드르 기호이다.
{\displaystyle \left({\frac {m}{\cdot }}\right)\colon p\mapsto \left({\frac {\Delta }{p}}\right)}

### 원분체
원분체 {\displaystyle L=\mathbb {Q} [\zeta _{m}]}을 생각하자 ({\displaystyle m}은 소수이거나 4의 배수). 그렇다면 갈루아 군은
{\displaystyle \operatorname {Gal} (\mathbb {Q} [\zeta _{m}]/\mathbb {Q} )\cong (\mathbb {Z} /(m))^{\times }}
이다. 여기서 {\displaystyle (\mathbb {Z} /(m))^{\times }}은 {\displaystyle \mathbb {Z} /(m)}의 가역원군이다. 구체적으로, {\displaystyle a\in (\mathbb {Z} /(m))^{\times }}은 갈루아 군의 원소 {\displaystyle \zeta _{\mapsto }\zeta _{m}^{a}}에 대응된다.
이 경우, {\displaystyle m}의 인수가 아닌 소수 {\displaystyle p}에 대하여, 아르틴 사상은
{\displaystyle ({\bmod {m}})\colon p\mapsto (p{\bmod {m}})\in (\mathbb {Z} /(m))^{\times }}
이다.

## 역사
에밀 아르틴이 1924년~1930년 동안 3편의 논문에서 증명하였다.

## 같이 보기
- 아르틴 L-함수
- 모듈러스